# 高坂真琴 (子役)
高坂 真琴（たかさか まこと、1998年7月24日 - ）は、日本の元子役。神奈川県出身。

## 出演

### テレビドラマ
- 富豪刑事（2005年、テレビ朝日） - 神戸美和子（幼少期） 役
- しにがみのバラッド。（2007年、テレビ東京） - 町野彩 役

### CM
- ライオン PCクリニカ 大人のまね篇